# John A. Moon

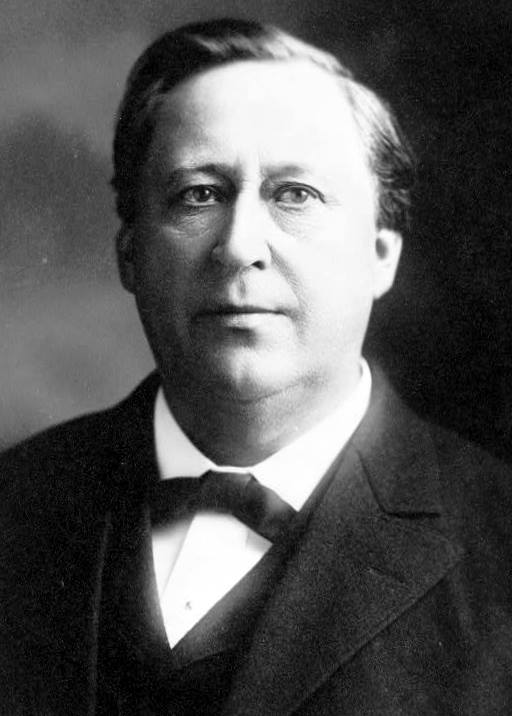
John A. Moon

John Austin Moon (* 22. April 1855 bei Charlottesville, Virginia; † 26. Juni 1921 in Chattanooga, Tennessee) war ein US-amerikanischer Politiker. Zwischen 1897 und 1921 vertrat er den Bundesstaat Tennessee im US-Repräsentantenhaus.

## Werdegang
Im Jahr 1857 zog John Moon mit seinen Eltern nach Bristol; 1870 zog die Familie nach Chattanooga in Tennessee weiter. Er besuchte in diesen Orten sowohl private als auch öffentliche Schulen. Nach einem anschließenden Jurastudium und seiner im Jahr 1874 erfolgten Zulassung als Rechtsanwalt begann er in Chattanooga in seinem neuen Beruf zu arbeiten. In den Jahren 1881 und 1882 war er juristischer Vertreter dieser Stadt. Von 1889 bis 1897 bekleidete er verschiedene Richterämter in seinem neuen Heimatstaat.
Politisch war Moon Mitglied der Demokratischen Partei. 1888 saß er im Staatsvorstand dieser Partei; im Jahr 1900 nahm er als Delegierter an der Democratic National Convention in Kansas City teil, auf der William Jennings Bryan zum zweiten Mal als Präsidentschaftskandidat nominiert wurde. Bei den Kongresswahlen des Jahres 1896 wurde er im dritten Wahlbezirk von Tennessee in das US-Repräsentantenhaus in Washington, D.C. gewählt, wo er am 4. März 1897 die Nachfolge von Foster V. Brown antrat. Nach elf Wiederwahlen konnte er bis zum 3. März 1921 zwölf Legislaturperioden im Kongress absolvieren. In diese Zeit fielen unter anderem der Spanisch-Amerikanische Krieg von 1898 und der Erste Weltkrieg. Zwischen 1913 und 1920 wurden der 16., der 17., der 18. und der 19. Verfassungszusatz verabschiedet. Von 1911 bis 1919 war Moon Vorsitzender des Postausschusses.
John Moon wurde auch im Jahr 1920 zur Wiederwahl nominiert. Aus gesundheitlichen Gründen gab er die Kandidatur aber noch vor dem Wahltag auf. Er starb am 26. Juni 1921 in Chattanooga, wenige Monate nach dem Ablauf seiner letzten Legislaturperiode.